# Ђурђево (Жабаљ)
Ђурђево (панонскорусински: Дюрдьов) је насеље у општини Жабаљ, у Јужнобачком округу, у Србији. Према попису из 2022. било је 4621 становника.

## Географске одлике
Рељеф ђурђевачког атара је прилично равничарски. У сетвеној структури водеће место заузима кукуруз, затим пшеница и јечам, мада поред свега тога Ђурђевчане најчешће спомињу по лубеницама што је најбољи доказ квалитета и традиције. Ловиште Ловачког друштва „Зец“ захвата површину од 8.033 ha са више врста дивљачи. Удаљено је 25 km од Новог Сада.

## Историја
Прво насеље на месту данашњег Ђурђева помиње се 1513. године као посед сремског владике. У турском периоду ово насеље је припадало тителској нахији после чега је потпуно опустело. Насељавање данашњег Ђурђева је отпочело 1800. године, када су се 203 српске породице доселиле из Темерина. Срби Темеринци, њих 1610 душа су отишли из тог места јер га је као посед купио спахија, гроф Шандор Сечењи 1796. године. Тада је и православна парохија основана, а први пароси (1803) били су поп Јован Поповић и поп Миша Костић, који су црквене матице са собом донели. Дозволу за градњу цркве добили су 1805. године од Дворског ратног савета у Бечу. Темељи храмовни су освећени 4. августа/23. јула 1805. године. Већ 1806. године подигнута ја православна црква Св. Вазнесења Господњег. Била је то једна од најлепших и највећи сеоска православних богомоља у Славонији. По једном запису у црквеном инвентару из 1851. године који унео стари поп Николић, произилази да је "Церков Георгијевачка... созидана јест трудом и иждивенијем целога обшћества лета Господњег 1802... абије второга лета (друге године) по пресељенији из Темерина". По ђурђевачком поп Сими Николићу из 1892. године, званични државни подаци су били нетачни? У другој половини 19. века почиње досељавање Русина - тзв. "Рутена" из Руског Крстура и Куцуре.
Након грађанског рата 1848-1849. у лето 1850. године састављен је извештај о страдању православних цркви у Шајкашкој. Општина Ђурђево је пријавила штету 13966 ф. 32 новчића. Али Поверенство је много мање предложило као надокнаду. Тако је за црквене утвари понуђено 810 ф. а за оправу и унутрашњи намештај цркве само 5592 ф. Тако да је укупно предвиђено 6402 ф., на колико је и Ратно министарство у Бечу пристало.
1857. године иконостас православне цркве у Ђурђеву осликава Павле Симић, а 54 године касније, 1911.-1912. њену унутрашњост освежава Стеван Алексић.
Број становника у Ђурђеву у другој половини 19. века је растао. Било је то српско место, а других нација је било знатно мање. Тако је 1880. године у том месту записано: 2716 Срба, 29 Мађара, 67 Немаца, 2 Румуна, 326 Рутена, и "осталих" - 163. Укупно је живело у Ђурђеву тада 3303 становника. Десет година потом дуплиран је број Рутена, а Мађара вишеструко повећан, а од "осталих" нико није остао. Тако је 1890. године било укупно житеља 3915, од којих је Срба - 2918, Мађара 136, Немаца 83, Рутена 777 и један Хрват.
Према православној парохијској статистици за крај 1891. године у месту је било: 3015 православних душа у 618 православних домова, два православна свештеника, 290 ученика у четири основне школе.
У Ђурђеву је 1885. године било седиште назаренског покрета у Шајкашкој, јер ту је живео њихов вођа.
За време преврата 1918. године, мештанин, власник дрогерије Бранко Драгић је основао у Ђурђеву "Народну гарду". Иста формација је требало да штити грађанство од пљачке, разбојништва и отимачина. Тај српски добровољац из балканских ратова и логош за време Првог светског рата је уз помоћ неколико гардиста разоружао групу немачких војника, који су се преко Титела повлачили. Драгић и његов пријатељ Лазар Мушицки били су одговорни за убиство мештанина Мађара, Андрије Арве и његове мајке, које се догодило током ноћи док су ослобађали једног руског заробљеника, а слугу Арвиног.

## Познати Ђурђевчани
- Јаша Баков — атлетичар
- Славко Бокшан — инжењер
- Ирена Давосир Матановић — оперска певачица
- Горан Дујаковић — режисер
- Ђорђе Зличић — народни херој
- Каменко Катић — телевизијски водитељ и новинар
- Микола Кочиш — лингвиста и писац
- Ђорђе Мушицки — лекар
- Рајко Николић — етнолог
- Силвестер Такач — фудбалер и тренер
- Михајло Хорњак — амбасадор и дипломата
- Ђура Џуџар — епископ

## Демографија
У насељу Ђурђево живи 3872 пунолетна становника, а просечна старост становништва износи 37,1 година (35,7 код мушкараца и 38,5 код жена). У насељу има 1638 домаћинстава, а просечан број чланова по домаћинству је 3,14.
Ово насеље је углавном насељено Србима (према попису из 2002. године).
|  |

| Демографија | Демографија | Демографија |
| Година      | Становника  | Становника  |
| ----------- | ----------- | ----------- |
| 1948.       | 5.008       |             |
| 1953.       | 4.819       |             |
| 1961.       | 4.669       |             |
| 1971.       | 4.531       |             |
| 1981.       | 4.668       |             |
| 1991.       | 4.517       | 4.472       |
| 2002.       | 5.137       | 5.263       |
| 2011.       | 5.092       |             |
| 2022.       | 4.621       |             |

| Етнички састав према попису из 2002. | Етнички састав према попису из 2002. | Етнички састав према попису из 2002. | Етнички састав према попису из 2002. | Етнички састав према попису из 2002. |
| ------------------------------------ | ------------------------------------ | ------------------------------------ | ------------------------------------ | ------------------------------------ |
|                                      |                                      |                                      |                                      |                                      |
| Срби                                 | Срби                                 |                                      | 3.538                                | 68,87%                               |
| Русини                               | Русини                               |                                      | 1.197                                | 23,30%                               |
| Роми                                 | Роми                                 |                                      | 131                                  | 2,55%                                |
| Југословени                          | Југословени                          |                                      | 61                                   | 1,18%                                |
| Мађари                               | Мађари                               |                                      | 46                                   | 0,89%                                |
| Хрвати                               | Хрвати                               |                                      | 26                                   | 0,50%                                |
| Словаци                              | Словаци                              |                                      | 18                                   | 0,35%                                |
| Румуни                               | Румуни                               |                                      | 7                                    | 0,13%                                |
| Муслимани                            | Муслимани                            |                                      | 7                                    | 0,13%                                |
| Црногорци                            | Црногорци                            |                                      | 6                                    | 0,11%                                |
| Украјинци                            | Украјинци                            |                                      | 4                                    | 0,07%                                |
| Немци                                | Немци                                |                                      | 4                                    | 0,07%                                |
| Словенци                             | Словенци                             |                                      | 3                                    | 0,05%                                |
| Руси                                 | Руси                                 |                                      | 2                                    | 0,03%                                |
| Македонци                            | Македонци                            |                                      | 2                                    | 0,03%                                |
| Буњевци                              | Буњевци                              |                                      | 1                                    | 0,01%                                |
| Албанци                              | Албанци                              |                                      | 1                                    | 0,01%                                |
| непознато                            | непознато                            |                                      | 24                                   | 0,46%                                |

| \| \| м \| \| \| ж \| \| ? \| 6 \| \| \| 12 \| \| 80+ \| 35 \| \| \| 53 \| \| 75—79 \| 67 \| \| \| 89 \| \| 70—74 \| 99 \| \| \| 139 \| \| 65—69 \| 101 \| \| \| 143 \| \| 60—64 \| 109 \| \| \| 139 \| \| 55—59 \| 104 \| \| \| 120 \| \| 50—54 \| 160 \| \| \| 150 \| \| 45—49 \| 217 \| \| \| 183 \| \| 40—44 \| 201 \| \| \| 190 \| \| 35—39 \| 165 \| \| \| 164 \| \| 30—34 \| 196 \| \| \| 181 \| \| 25—29 \| 176 \| \| \| 159 \| \| 20—24 \| 189 \| \| \| 173 \| \| 15—19 \| 191 \| \| \| 200 \| \| 10—14 \| 185 \| \| \| 169 \| \| 5—9 \| 188 \| \| \| 167 \| \| 0—4 \| 171 \| \| \| 146 \| \| Просек : \| 35,7 \| \| \| 38,5 \| |      |  |  |      |
| |      |  |  |      |
| | м    |  |  | ж    |
| ? | 6    |  |  | 12   |
| 80+ | 35   |  |  | 53   |
| 75—79 | 67   |  |  | 89   |
| 70—74 | 99   |  |  | 139  |
| 65—69 | 101  |  |  | 143  |
| 60—64 | 109  |  |  | 139  |
| 55—59 | 104  |  |  | 120  |
| 50—54 | 160  |  |  | 150  |
| 45—49 | 217  |  |  | 183  |
| 40—44 | 201  |  |  | 190  |
| 35—39 | 165  |  |  | 164  |
| 30—34 | 196  |  |  | 181  |
| 25—29 | 176  |  |  | 159  |
| 20—24 | 189  |  |  | 173  |
| 15—19 | 191  |  |  | 200  |
| 10—14 | 185  |  |  | 169  |
| 5—9 | 188  |  |  | 167  |
| 0—4 | 171  |  |  | 146  |
| Просек : | 35,7 |  |  | 38,5 |

| Година пописа     | 1948. | 1953. | 1961. | 1971. | 1981. | 1991. | 2002. |
| ----------------- | ----- | ----- | ----- | ----- | ----- | ----- | ----- |
| Број домаћинстава | 1.354 | 1.471 | 1.458 | 1.512 | 1.584 | 1.530 | 1.638 |

| Број чланова      | 1   | 2   | 3   | 4   | 5   | 6  | 7  | 8  | 9 | 10 и више | Просек |
| ----------------- | --- | --- | --- | --- | --- | -- | -- | -- | - | --------- | ------ |
| Број домаћинстава | 282 | 390 | 289 | 385 | 165 | 77 | 33 | 11 | 2 | 4         | 3,14   |

| Пол    | Укупно | Неожењен/Неудата | Ожењен/Удата | Удовац/Удовица | Разведен/Разведена | Непознато |
| ------ | ------ | ---------------- | ------------ | -------------- | ------------------ | --------- |
| Мушки  | 2.016  | 627              | 1.226        | 94             | 68                 | 1         |
| Женски | 2.095  | 408              | 1.257        | 363            | 65                 | 2         |
| УКУПНО | 4.111  | 1.035            | 2.483        | 457            | 133                | 3         |

| Пол    | Укупно                    | Пољопривреда, лов и шумарство | Рибарство                            | Вађење руде и камена | Прерађивачка индустрија       |
| ------ | ------------------------- | ----------------------------- | ------------------------------------ | -------------------- | ----------------------------- |
| Мушки  | 1.216                     | 485                           | 0                                    | 10                   | 248                           |
| Женски | 647                       | 293                           | 0                                    | 1                    | 66                            |
| Укупно | 1.863                     | 778                           | 0                                    | 11                   | 314                           |
|        |                           |                               |                                      |                      |                               |
| Пол    | Производња и снабдевање   | Грађевинарство                | Трговина                             | Хотели и ресторани   | Саобраћај, складиштење и везе |
| Мушки  | 11                        | 151                           | 102                                  | 17                   | 71                            |
| Женски | 2                         | 6                             | 115                                  | 23                   | 15                            |
| Укупно | 13                        | 157                           | 217                                  | 40                   | 86                            |
|        |                           |                               |                                      |                      |                               |
| Пол    | Финансијско посредовање   | Некретнине                    | Државна управа и одбрана             | Образовање           | Здравствени и социјални рад   |
| Мушки  | 0                         | 9                             | 29                                   | 15                   | 13                            |
| Женски | 6                         | 8                             | 8                                    | 47                   | 40                            |
| Укупно | 6                         | 17                            | 37                                   | 62                   | 53                            |
|        |                           |                               |                                      |                      |                               |
| Пол    | Остале услужне активности | Приватна домаћинства          | Екстериторијалне организације и тела | Непознато            | Непознато                     |
| Мушки  | 33                        | 7                             | 0                                    | 15                   | 15                            |
| Женски | 13                        | 3                             | 0                                    | 1                    | 1                             |
| Укупно | 46                        | 10                            | 0                                    | 16                   | 16                            |